# Alburnus orontis
Alburnus orontis és una espècie de peix cipriniforme de la família dels ciprínids.
Els mascles poden assolir els 9,1 cm de longitud total.
Es troba a la conca del riu Orontes a Síria i Turquia.